# (185364) Sunweihsin
(185364) Sunweihsin est un astéroïde de la ceinture principale.

## Description
(185364) Sunweihsin est un astéroïde de la ceinture principale. Il fut découvert le 12 novembre 2006 à l'Observatoire de Lulin par Hong Qin Lin et Ye Quan-Zhi. Il présente une orbite caractérisée par un demi-grand axe de 2,42 UA, une excentricité de 0,15 et une inclinaison de 4,9° par rapport à l'écliptique.

## Compléments